# Ruin Jonny's Bar Mitzvah
Ruin Jonny's Bar Mitzvah is het eerste livealbum van de Amerikaanse punk- en coverband Me First and the Gimme Gimmes. Het album werd opgenomen tijdens de viering van de bar mitswa van Jonny Wixen op 25 oktober 2003 en uitgegeven op 5 oktober 2004. Het werd heruitgegeven op 23 juni 2012. De cd-versie van het album komt met videomateriaal van het feest. Wixen, de bar mitswa, speelt drums op een van de hidden tracks.

## Nummers
1. "Jonny's Blessing" - 1:04
2. "Stairway to Heaven" (Led Zeppelin) - 2:33
3. "Heart of Glass" (Blondie) - 2:43
4. "Delta Dawn" (Tanya Tucker) - 2:41
5. "Come Sail Away" (Styx) - 2:48
6. "'O Sole Mio" - 2:19
7. "Strawberry Fields Forever" (The Beatles) - 2:57
8. "Auld Lang Syne" - 1:49
9. "The Longest Time" (Billy Joel) - 2:30
10. "On My Mind" (Brenda Lee, Elvis Presley, Willie Nelson) - 2:36
11. "Take It on the Run" (REO Speedwagon) - 2:44
12. "Superstar" (Delaney & Bonnie) - 3:21
13. "Hava Nagila" - 3:41
14. "Hava Nagila (Christmas Arrangement)" - 12:53
15. "Seasons in the Sun" (The Kingston Trio) - 2:27
16. "Sloop John B" (The Beach Boys) - 2:09

## Muzikanten
Band
- Spike Slawson - zang
- Chris Shiflett - gitaar, ukulele
- Joey Cape - slaggitaar
- Fat Mike - basgitaar
- Dave Raun - drums

Aanvullende muzikanten
- Johnny Wixen - drums (track 16)
- Uncle Roger - zang (track 15)